# Гогоци, Георгий Антонович
Гого́ци Гео́ргий Анто́нович  (род. 2 августа 1930 года в г. Киев, УССР) — советский и украинский учёный, профессор механики твёрдого деформируемого тела, доктор технических наук, ведущий научный сотрудник Института проблем прочности имени Г. С. Писаренко Национальной академии наук Украины и Центра материаловедения. Основные его научные интересы сосредоточены на исследованиях поведения керамики, стекла и огнеупоров и неметаллических монокристаллов при механическом и термических разрушениях в широком диапазоне температур, а также на физических процессах, которые контролируют их деформацию и разрушение на макро- и микроуровнях.
Родители: отец — Антон Гаврилович Гогоци, мать — Нина Михайловна Архипова. Дети: сыновья — Юрий, всемирно известный учёный в области химии, материаловедения и нанотехнологий и Алексей, материаловед, механик, дочь — Елена, физик-материаловед.

## Область научных интересов
В начале своей научной деятельности проф. Г. А. Гогоци исследовал процессы теплопередачи, а затем экспериментально доказал не реальность создания магнитогидродинамических установок, предназначавшихся для прямого преобразования тепловой энергии в электрическую, которые вызывали большой интерес в энергетике, в атомной и в ракетной технике. Он показал практическую невозможность такого преобразования из-за отсутствия огнеупорных материалов, работоспособных при температурах близких к 3000 °C. Далее он исследовал керамические материалы для сопел ракет, для газотурбинных и поршневых двигателей, а также принимал непосредственное участие в создании первого советского танкового газотурбинного двигателя. Он также изучал сопротивление разрушению керамической брони, предназначавшейся для защиты людей и техники. Большое внимание им было уделено исследованию и созданию огнеупоров, а также и диоксид циркониевой керамики для техники и медицины.
Им были созданы офтоматологические и обычные медицинские сверхострые скальпели из монокристаллов диоксида циркония , которые использовались в клиниках Киева, Москвы, Мельбурна и Сиднея. Он также исследовал сопротивление разрушению слоистых и других композиционных хрупких материалов при их механическом и термическом нагружении в широком диапазоне низких и высоких температур и изучал сопротивление разрушению керамических сопловых аппаратов и рабочих лопаток газотурбинных двигателей, а также керамических деталей поршневой группы транспортных дизелей. Для проведения исследований им были разработаны новые способы механических испытаний и созданы экспериментальные установки (их оригинальность защищена более чем 30 авторскими свидетельствами бывшего СССР), которые получили широкое применение в научной практике. Например, это установки для определений комплекса механических характеристик хрупких материалов в интервале −150 −1500 °C, установки для испытаний на термостойкость полых цилиндрических образцов (нагрев до 2800 °C при программируемой скорости изменения температуры и лазерном измерении расширения образцов), панельная печь лучистого нагрева, пригодная для испытаний несущей способности плоских образцов, которая была отмечена золотой медалью ВДНХ СССР и т. п. За внедрение изобретения созданного после августа 1973 года, был выдан нагрудный знак Изобретатель СССР. Это позволяло даже во времена «железного занавеса» проводить исследования на высоком научно-техническом уровне и публиковать их результаты в международных научных журналах.
Профессор Г. А. Гогоци впервые ввёл такие понятия в прикладной механике материалов как «мера хрупкости»,"базовая диаграмма", «R-линия», «FR-метод», «барьер начала разрушения» и др. Кроме этого, он уделяет внимание созданию керамических материалов для техники и медицины(защищены 10 авторскими свидетельствами бывшего СССР и патентами Украины), Он является автором и соавтором более 250 научных публикаций в национальных и многих зарубежных изданиях, а его наукометрический индекс Хирша составляет h-index = 22 (Google Scholar), по версии Scopus h-index=17 (Author ID: 7006707350), по данным базы Web of Sciences этот индекс h-index =15 (ResearcherID: G-6331-2015) (база ISI).

## Научно-техническая и научно-организационная деятельность
С технической керамикой Георгий Антонович Гогоци впервые познакомился в середине 1960-х годов, работая в конструкторском бюро Николаевского южнотурбинного завода и участвуя в первых попытках применить карбид кремния для изготовления лопаток газовой турбины. В конце 1960-х годов и в самом начале 1970-х годов он как специалист Комитета по науке и технике Совета Министров Украины занимался вопросами организации разработки и применения керамики в магнитогидродинамических генераторах и в другой новой технике. Он участвовал в разработке методов прямого преобразования тепловой и ядерной энергии в электрическую, возглавляемой будущим Президентом Академии Наук СССР А. П. Александровым, где сотрудничал с академиком В. П. Мишиным (последователем создателя советской ракетной техники С. П. Королева), академиком М. Д. Миллионщиковым (известный специалист по атомной технике) и с другими выдающимися учёными, а также был учёным секретарем Научно-технического совета АН УССР, возглавляемой заместителем председателя Совета Министров УССР А. Н. Щербанем.
С 1962 г., перейдя на работу в Академию наук Украины, Г. А. Гогоци начал систематическую научную работу в области исследования механического поведения, а также создания керамики и огнеупоров. Вначале, ориентируясь на проточные части МГД-генераторов, ракетных систем и установок непрерывной разливки стали, своё основное внимание он сосредоточил на исследованиях термостойкости оксидных материалов, для чего им был создан комплекс соответствующих оригинальных установок и приборов. В результате этих работ им была защищена кандидатская диссертация на тему: «Исследование термостойкости хрупких огнеупорных материалов» (1967 г.).
В следующем десятилетии Г. А. Гогоци развивал работы, связанные с созданием керамических элементов газовых турбин и броневой защиты, работая с неоксидными материалами и композитами на их основе. Для выполнения этих работ под его руководством были разработаны соответствовавшие мировому техническому уровню методики испытаний на прочность, упругость, длительную прочность, исследований диаграмм деформирования, докритического роста трещин, R-кривых и других параметров поведения керамики при нагружении в широком диапазоне температур и при различных условиях. В этот период он не только изучал механическое поведение материалов, в создании которых принимал участие, но и занимался созданием керамических деталей ГТД и их испытаниями. Для того чтобы эти работы воплотить в жизнь, ему пришлось создать комплекс соответствующего оригинального испытательного оборудования. проведенные при этом фундаментальные исследования стали основой докторской диссертации Г. А. Гогоци на тему «Основные характеристики механического поведения конструкционной керамики при силовых и тепловых воздействиях» (1986 г.).
Одновременно с научной работой проф. Гогоци занимался организацией создания и изучения керамики в рамках стран, в то время входивших в Совет экономической взаимопомощи. Благодаря этому он был не только хорошо информирован о результатах исследований в интересовавшей его области, но также имел возможность проводить совместные работы с учёными из других стран.
В 90-х годах Г. А. Гогоци несколько изменил направление своих исследований, уделив первоочередное внимание не только керамическим неоксидным композитам, но и кристаллам диоксида циркония, которые разрабатывались в Институте общей физики РАН. Одним из выдающихся результатов была разработка очень острых медицинских скальпелей, пробные экземпляры которых с успехом использовались в клиниках Киева, Москвы, Сиднея и др.
Также проф. Г. А. Гогоци изучает ламинарные и другие композитные керамические материалы, керамико-металлические композиты, перовскиты, которые способны выдерживать высокие температуры, уделяя внимание механизмам, контролирующим их поведение при нагружении. Параллельно с этим в сферу его интересов входит стандартизация — он является председателем Украинского технического комитета по стандартизации керамики «Техническая керамика».

## Общественная и журналистская деятельность
Кроме научной и инженерной деятельности Г. А. Гогоци выступал как журналист в
газетах и журналах Украины в области спорта, техники и науки. Участвовал в подготовке первой Украинской советской энциклопедии. В шестидесятые годы прошлого века Г. А. Гогоци был членом Комитета молодежных организаций Украины, заместителем председателя федерации туризма и председателем коллегии судей по туризму на Украине, участвовал в организации и развития подводного спорта на территории бывшего СССР.
Г. А. Гогоци был внесён в авторитетные издания Who’sWho in the World, Who’sWho in Science and Еngineering (Marquis, США) и The Cambridge Blue Book (Великобритания), также сведения о нём содержатся во многих других биографических информационных изданиях.[Источник не указан]